# Puntate de La donna nella casa di fronte alla ragazza dalla finestra
La prima e unica stagione della miniserie televisiva La donna nella casa di fronte alla ragazza dalla finestra è stata distribuita in esclusiva sulla piattaforma Netflix, in contemporanea in tutto il mondo, il 28 gennaio 2022.
| nº | Titolo originale | Titolo italiano | Pubblicazione   |
| -- | ---------------- | --------------- | --------------- |
| 1  | Episode 1        | Episodio 1      | 28 gennaio 2022 |
| 2  | Episode 2        | Episodio 2      | 28 gennaio 2022 |
| 3  | Episode 3        | Episodio 3      | 28 gennaio 2022 |
| 4  | Episode 4        | Episodio 4      | 28 gennaio 2022 |
| 5  | Episode 5        | Episodio 5      | 28 gennaio 2022 |
| 6  | Episode 6        | Episodio 6      | 28 gennaio 2022 |
| 7  | Episode 7        | Episodio 7      | 28 gennaio 2022 |
| 8  | Episode 8        | Episodio 8      | 28 gennaio 2022 |

## Episodio 1
- Titolo originale: Episode 1
- Diretto da: Michael Lehmann
- Scritto da: Rachel Ramras, Hugh Davidson, Larry Dorf

### Trama
Anna, una donna divorziata che vive a Canterbury Hill, sente strane voci nella sua casa, che le fanno credere nell'esistenza dei mostri. Rompe spesso le casseruole di pollo che prepara e sviene ubriaca sul divano. Una mattina, dalla sua finestra, vede il suo bellissimo nuovo vicino di casa, Neil, che porta sua figlia Emma a scuola.
Anna ha spesso le allucinazioni sull'esistenza della figlia morta, Elizabeth, tant’è che si presenta davanti alla scuola frequentata dalla bambina in pigiama per accompagnarla a lezione. Dà buca ad un uomo per appuntamento al buio organizzato dalla sua vicina, Carol. Visita la tomba di Elizabeth per parlare dei suoi nuovi vicini, dove la lapide recita: "Se l'amore avesse potuto salvarti, saresti vissuta per sempre". Di ritorno dal cimitero, incontra la figlia del vicino Emma,che le vende dei cioccolatini per la scuola. Neil scopre che Anna ha un'irrazionale paura della pioggia quando lui la soccorre svenuta in mezzo alla strada intenta a portare una casseruola di pollo; lei se ne invaghisce e sogna di farci sesso. Il giorno dopo, si reca a casa dei nuovi vicini con una nuova pietanza e la invitano a restare a cena.
Dopo aver messo a dormire Emma, tra Anna e Neil sembra scoccare la scintilla.

## Episodio 2
- Titolo originale: Episode 2
- Diretto da: Michael Lehmann
- Scritto da: Rachel Ramras, Hugh Davidson, Larry Dorf

### Trama
Un giorno, Anna si arrabbia all'arrivo della ragazza di Neil, Lisa. Il terapeuta di Anna la esorta al telefono a smettere di prendere le pillole con il vino, ma lei lo ignora; rivela che Elizabeth è stata uccisa e mangiata da un prigioniero quando il suo allora marito, Douglas, ha portato la figlia a un'indagine in una prigione, tre anni prima. L'amica di Anna, Sloane, le suggerisce di ricominciare a dipingere per la sua galleria d'arte. Anna cerca di dipingere ma poi strappa il dipinto con il suo mestichino, con il quale spaventa anche Carol che ha sentito parlare delle sue dipendenze. Anna visita la tomba di Elizabeth mentre si sente a pezzi; la lapide ora recita: "In paradiso puoi ballare come se nessuno stesse guardando". Anna cerca l'Instagram di Lisa: crede che Lisa abbia tradito Neil con un altro ragazzo, Rex. Anna comincia a seguire Rex su Instagram con il suo profilo alternativo dove posta i suoi selfie in bikini. Poco dopo, dalla sua finestra, Anna assiste all'omicidio di Lisa nella casa di Neil dall'altra parte della strada. Anna cerca di correre in aiuto di Lisa, ma sviene sotto la pioggia.

## Episodio 3
- Titolo originale: Episode 3
- Diretto da: Michael Lehmann
- Scritto da: Rachel Ramras, Hugh Davidson, Larry Dorf

### Trama
Dopo aver ripreso conoscenza, Anna apprende dal detective Lane, che aveva risposto alla sua chiamata al 911, che non ci sono prove di alcun omicidio. Imperterrita, Anna cerca di risolvere il mistero da sola e irrompe nella casa di Neil dove trova uno degli orecchini di Lisa. Neil scopre Anna e le ordina di stare alla larga, sostenendo che Lisa, una hostess, è partita per Seattle. Nonostante Neil si renda conto dei problemi di alcol e delle allucinazioni di Anna, Anna instaura un bel rapporto con Emma. Anna si unisce a un gruppo di supporto su suggerimento di Sloane e decide di fare un viaggio per svagarsi, ma scopre all'aeroporto che la compagnia aerea di Lisa non effettua attualmente voli per Seattle. Tornata in città, riferisce le sue scoperte alla detective Lane che ancora non le crede. Lane rivela di essere stata una giovane detective nel caso dell'omicida Mike, lo stesso prigioniero accusato di aver ucciso e mangiato persone, inclusa Elizabeth; si rammarica di non averlo ucciso prima che Elizabeth diventasse la sua vittima. Anna, pur continuando i suoi sospetti su Neil, usa le credenziali dell'FBI dell'ex marito Douglas per trovare i profili di Lisa e Rex.

## Episodio 4
- Titolo originale: Episode 4
- Diretto da: Michael Lehmann
- Scritto da: Rachel Ramras, Hugh Davidson, Larry Dorf

### Trama
Mentre Anna esamina il passato di Neil, scopre che era sospettato dell'annegamento di sua moglie Meredith, ma che è stato scagionato. Anna fa visita alla sorella di Meredith, Hillary, a Middlebury. Viene a sapere che l'insegnante di Emma, la signora Patrick, è morta durante una gita scolastica al faro, 12 giorni dopo la morte di Meredith. Anna quindi visita la scuola e il faro per chiedere informazioni e viene a sapere che Neil fece da accompagnatore in quella gita, facendo aumentare ulteriormente i sospetti di Anna. Al ritorno, Anna vede una baby-sitter a casa di Neil, il quale se ne va con una borsa grande. Sospettando che la borsa contenga il corpo di Lisa, lei lo segue. Tuttavia, dopo aver scoperto Anna, Neil le rivela di essere un ventriloquo, fatto che le chiede di mantenere segreto e le chiede di cancellare i sospetti su di lui. Tornata a casa, riceve una chiamata dall'FBI con informazioni su Rex, ma all'improvviso Rex appare a casa sua.

## Episodio 5
- Titolo originale: Episode 5
- Diretto da: Michael Lehmann
- Scritto da: Rachel Ramras, Hugh Davidson, Larry Dorf

### Trama
Rex cerca di minacciare Anna e la costringe a mandare un messaggio a suo marito per fare una commissione per ritardare il suo arrivo. Tuttavia, Anna vuole una spiegazione da Rex; Rex rivela che Lisa, da lui conosciuta come Chastity, era in realtà una barista nel club dove Rex lavorava come spogliarellista. Chastity ha reclutato Rex in un piano per frodare uomini ricchi; Neil, il ricco vedovo, era il loro ultimo obiettivo. Rex ha cercato di fare marcia indietro dopo aver appreso che Neil ha una figlia, ma Chastity ha minacciato di attribuirgli la truffa prima di interrompere bruscamente i contatti, facendogli sospettare il coinvolgimento di Anna. Nel frattempo, Lane emette un ordine restrittivo voluto da Neil per Anna e Douglas arriva preoccupato per Anna. Anna, però, non parla loro di Rex e vede una donna nell'auto di Douglas. Dopo che Anna ha rivelato il suo divorzio a Rex, i due provano simpatia l'uno per l'altro e dormono insieme. Nel frattempo, il corpo di Chastity è stato trovato a pezzi.

## Episodio 6
- Titolo originale: Episode 6
- Diretto da: Michael Lehmann
- Scritto da: Rachel Ramras, Hugh Davidson, Larry Dorf

### Trama
La mattina dopo, la polizia arresta Rex per l'omicidio di Chastity. Anna insiste sulla sua innocenza, ma Lane fa sentire ad Anna una registrazione intercettata di una conversazione tra Rex e Chastity in cui ha minacciato di ucciderla. Inorridita, Anna cerca di voltare pagina e si sbarazza di tutto il vino e le pillole. Va a fare una manicure e pedicure con Sloane, che viene presa in considerazione per un lavoro in una galleria d'arte a SoHo. Tornata a casa, Anna medica una ferita sulla mano di Buell (dovuta allo spara chiodi). Poi va a fare visita alla tomba di Elizabeth per il giorno del suo compleanno, dove la lapide ora recita "Non siamo soli in paradiso". Lì, trova un biglietto di auguri di Douglas e incontra Neil ed Emma, che hanno appena partecipato al funerale di Chastity/Lisa. Tornata a casa, Anna inizia a dipingere ma viene interrotta da Lane, che rivela che Rex è stato rilasciato dopo che la polizia ha trovato l'arma del delitto: un mestichino identico a quella che usa Anna per dipingere. La polizia perquisisce la casa e trova un ritratto di Anna, Emma e Neil etichettato come "La famiglia perfetta", che Anna non ricorda di aver dipinto: così viene arrestata.

## Episodio 7
- Titolo originale: Episode 7
- Diretto da: Michael Lehmann
- Scritto da: Rachel Ramras, Hugh Davidson, Larry Dorf

### Trama
In prigione, Lane interroga Anna per aver ucciso Chastity, cosa che Anna non ricorda di aver fatto. Anna condivide la sua storia di artista che ha avuto successo dopo aver dipinto il suo cane come Monna Lisa, quindi ha iniziato a dipingere i cani di altre persone in capolavori. Durante la sua gravidanza, mentre era confinata a letto per tre mesi, Douglas assunse Buell per costruirle un cavalletto personalizzato e iniziò a dipingere mazzi di fiori. Dopo che le impronte digitali di Anna sono state abbinate a quelle sul mestichino che ha ucciso Chastity, Anna ha allucinazioni mentre pugnala Lisa e sogna il secondo matrimonio di Douglas con la donna che aveva visto in macchina con lui. Il giorno successivo, Sloane paga la cauzione di Anna con un prestito di 500.000 dollari. Tuttavia, Neil avvisa Anna di stare alla larga. Triste, Anna chiama il suo terapeuta, che si scopre essere in realtà Douglas, mentre stava andando nella sua soffitta. Lì, scopre un dipinto strappato di Chastity e un intero soggiorno; si rende conto che Buell, che ha vissuto lì, potrebbe aver ucciso Chastity. Anna, dalla finestra, vede Buell in possesso di un martello dirigersi verso la casa di Neil.

## Episodio 8
- Titolo originale: Episode 8
- Diretto da: Michael Lehmann
- Scritto da: Rachel Ramras, Hugh Davidson, Larry Dorf

### Trama
Correndo dietro Buell per salvare Emma, Anna lotta contro la sua paura sotto la pioggia; invece, trova Buell gravemente ferito e il cadavere di Neil. Scioccata, Anna ora diventa il bersaglio di Emma quando Emma rivela di aver accoltellato suo padre perché non gli piaceva il suo comportamento. Ha accoltellato Lisa perché non le aveva comprato delle barrette di cioccolato, incastrando Anna. Ha anche ucciso sua madre incinta e la sua insegnante. Dopo un sanguinoso combattimento, Anna uccide Emma per legittima difesa, mentre arriva Douglas. In ospedale, Lane e Carol si scusano con Anna per non averle creduto. Giorni dopo, Anna permette a Buell, sopravvissuto, di continuare a vivere nella sua soffitta. Sloane ospita una mostra di successo e riceve un'offerta di lavoro da New York. Douglas e Anna si riconciliano sotto la pioggia, mentre lui compra il suo dipinto e lei ha vinto la sua paura della pioggia. Un anno dopo, Anna, che ha una figlia appena nata con Douglas, è a bordo di un volo per New York per visitare Sloane. Sull'aereo incontra un'anziana signora (Glenn Close) che poi trova apparentemente morta nel bagno dell'aereo, ma dopo aver allertato lo stewart, il corpo è sparito, lasciando Anna pronta ad indagare su un altro mistero.
- Special guest star: Glenn Close